# Petrozavodsk
Petrozavodsk (em russo: Петрозаво́дск; em vepes, carélio e finlandês: Petroskoi) é a capital e principal cidade da República da Carélia, uma divisão federal da Federação Russa localizada no noroeste da Rússia, próximo à fronteira com a Finlândia. Sua população é estimada em 265 072 habitantes, e localiza-se às margens do Lago Onega. Há mais de mil anos a região já era habitada por povos urálicos, que viviam em pequenas vilas. A cidade foi fundada em 11 de setembro de 1703 por Pedro I, o grande, inicialmente para a construção de uma siderúrgica. Foi capital da República Socialista Soviética Autônoma da Carélia, e durante a Segunda Guerra Mundial foi ocupada por tropas finlandesas. É conectada a São Petersburgo e Murmansk pela Ferrovia de Kirov, a outras cidades pelo Aeroporto de Petrozavodsk e contém a Universidade Estadual de Petrozavodsk. 

## Cidades-irmãs
De acordo com a prefeitura da cidade:
- Brest, Brest, Bielorrússia
- Varkaus, Savônia do Norte, Finlândia
- Joensuu, Carélia do Norte, Finlândia
- Duluth, Minessota, EUA
- Neubrandenburg, Mecklemburgo-Pomerânia Ocidental, Alemanha
- Tubinga, Baden-Württemberg, Alemanha
- La Rochelle, Charente-Maritime, França
- Mikolaiv, Oblast de Mikolaiv, Ucrânia
- Uma, Bótnia Ocidental, Suécia
- Rana, Møre og Romsdal, Noruega
- Valarsapate, Armavir, Arménia
- Alytus, Alytus, Lituânia
- Narva, Ida-Virumaa, Estônia

## Clima
Assim como outras cidades no norte da Rússia, possui um clima subpolar (Dfc). Os invernos são muito frios e os verões curtos e amenos.
| Temperatura (em ºC) | Temperatura (em ºC) | Temperatura (em ºC) | Temperatura (em ºC) | Temperatura (em ºC) | Temperatura (em ºC) | Temperatura (em ºC) | Temperatura (em ºC) | Temperatura (em ºC) | Temperatura (em ºC) | Temperatura (em ºC) | Temperatura (em ºC) | Temperatura (em ºC) | Temperatura (em ºC) |
|                     | Jan                 | Fev                 | Mar                 | Abr                 | Mai                 | Jun                 | Jul                 | Ago                 | Set                 | Out                 | Nov                 | Dez                 | Ano                 |
| ------------------- | ------------------- | ------------------- | ------------------- | ------------------- | ------------------- | ------------------- | ------------------- | ------------------- | ------------------- | ------------------- | ------------------- | ------------------- | ------------------- |
| Máx                 | 5.5                 | 7.3                 | 15.5                | 24.2                | 33.0                | 34.3                | 33.9                | 32.4                | 28.5                | 21.3                | 11.1                | 9.4                 | 33.9                |
| Máx. Médio          | −5.7                | −5.2                | 0.0                 | 6.7                 | 13.8                | 18.8                | 21.5                | 19.3                | 13.6                | 6.4                 | 0.2                 | −3.3                | 7.2                 |
| Média               | −8.4                | −8.2                | −3.5                | 2.5                 | 8.9                 | 14.1                | 17.1                | 15.0                | 10.0                | 3.8                 | −1.9                | −5.6                | 3.7                 |
| Mín. Médio          | −11.4               | −11.4               | −6.9                | −1.3                | 4.1                 | 9.4                 | 12.7                | 11.1                | 6.8                 | 1.5                 | −4.1                | −8.1                | 0.2                 |
| Mín                 | −41.6               | −39.3               | −30.0               | −19.3               | −9.8                | −2.6                | −0.1                | −1.7                | −5.0                | −13.4               | −27.5               | −36.8               | −41.6               |

## Esporte
A cidade de Petrozavodsk é a sede do Estádio Spartak e do FC Karelia-Discovery Petrozavodsk, que participou do Campeonato Russo de Futebol.